# 責任販売制
責任販売制（せきにんはんばいせい）とは、出版業における取引・販売方法のひとつ。

## 概要
日本の出版業においては従来、本の取引方法は、出版社が各書店に本の販売を委託する委託販売制であった。この場合、書店は売れなかった本を仕入れ値と同額で出版社に返品することができる。これによる返品率の増加が出版業界内で問題となっていた。
責任販売制とは一般に、出版三者（出版社・取次・書店）について、仕入れや返品について一定の条件を守らなかった場合にペナルティを課する代わり、それを守るようインセンティブ（満数出荷、マージンの引き上げ等）を与えるという取引方法を意味する。従来の大雑把な取引方法に比べて責任を持って取引することを目的としているためこの名がある。ただし「責任販売制」と一口に言っても、会社によってさまざま方法や取引条件をこの名で呼んでいるため注意を要する。

## 事例
以下、「責任販売制」とされた事例について挙げる。
- 日販は一部の書籍について「SCM銘柄」とし、SCM銘柄では出版社・日販・書店の三者に出荷や返品について一定の条件を課して返品率の抑制を図った。
- 角川書店は『ダ・ヴィンチ・コード』について、SCM銘柄の指定を受けた上、さらに返品率を5%以下にした書店には報奨金を払うこととした。
- 2008年11月、小学館は『ホームメディカ　新版・家庭医学大事典』について取引条件を識別できるRFタグを装着した上で、責任販売制（買切り）と委託販売制のいずれかを選べるようにした（これを小学館では併用制と呼んでいる）。
- 2009年7月、筑摩書房や中央公論新社、河出書房新社など出版社8社は従来の委託販売制に代わる新しい販売方法「35ブックス」の導入を発表した。新制度では、書店側の利益を22〜23%から35%に高める代わりに、売れずに返品となった場合は書店側も定価の65%を負担する。今後は、書店からの注文をもとに部数を決めるとしている。

## 問題点
- 一部の書籍のみこの制度を導入した場合、従来の委託販売による書籍と区別がつかず、書店側の返品管理が煩雑になる。RFIDの導入によりこの問題を解決できると期待されている。
- 定価販売を義務付ける再販適用商品のままで買切とする事例があり、その場合は書店にとっては価格決定権のないまま売れ残りリスクを負担することになる。